# Người vô hình (phim)
Người vô hình (Hollow Man) là một bộ phim khoa học viễn tưởng xen lẫn yếu tố kinh dị giật gân do Paul Verhoeven đạo diễn và có sự tham gia của Kevin Bacon, Elisabeth Shue và Josh Brolin. Bacon vào vai nhân vật chính, một nhà khoa học tự nguyện thử nghiệm liều thuốc tàng hình và bước vào một cuộc giết người man rợ, một câu chuyện dựa trên cuốn tiểu thuyết The Invisible Man của H. G. Wells. Phim nhận đề cử giải Oscar cho hiệu ứng hình ảnh xuất sắc nhất năm 2001 nhưng sau đó thua Gladiator.